# هلا جوف
هلا جوف (دانمارکی: Hella Joof؛ زادهٔ ۱ نوامبر ۱۹۶۲) بازیگر، کارگردان فیلم اهل دانمارک است. وی از سال ۱۹۹۰ میلادی تاکنون مشغول فعالیت بوده‌است. پدر هلا یک اشراف‌زادهٔ گامبیایی از «خاندان جوف» و مادرش دانمارکی است.
از فیلم‌هایی که وی در آن نقش داشته‌است، می‌توان به بزرگترین قهرمانان، کوتاه و بلند، شب انتخابات و کنستانتس اشاره کرد.